# Hladýš
Hladýš (Laserpitium) je rod vzrůstných bylin, s typickým vzhledem rostlin čeledi miříkovitých, který je rozdělen do sedmi druhů, tři z nich vyrůstají i v České republice.

## Rozšíření

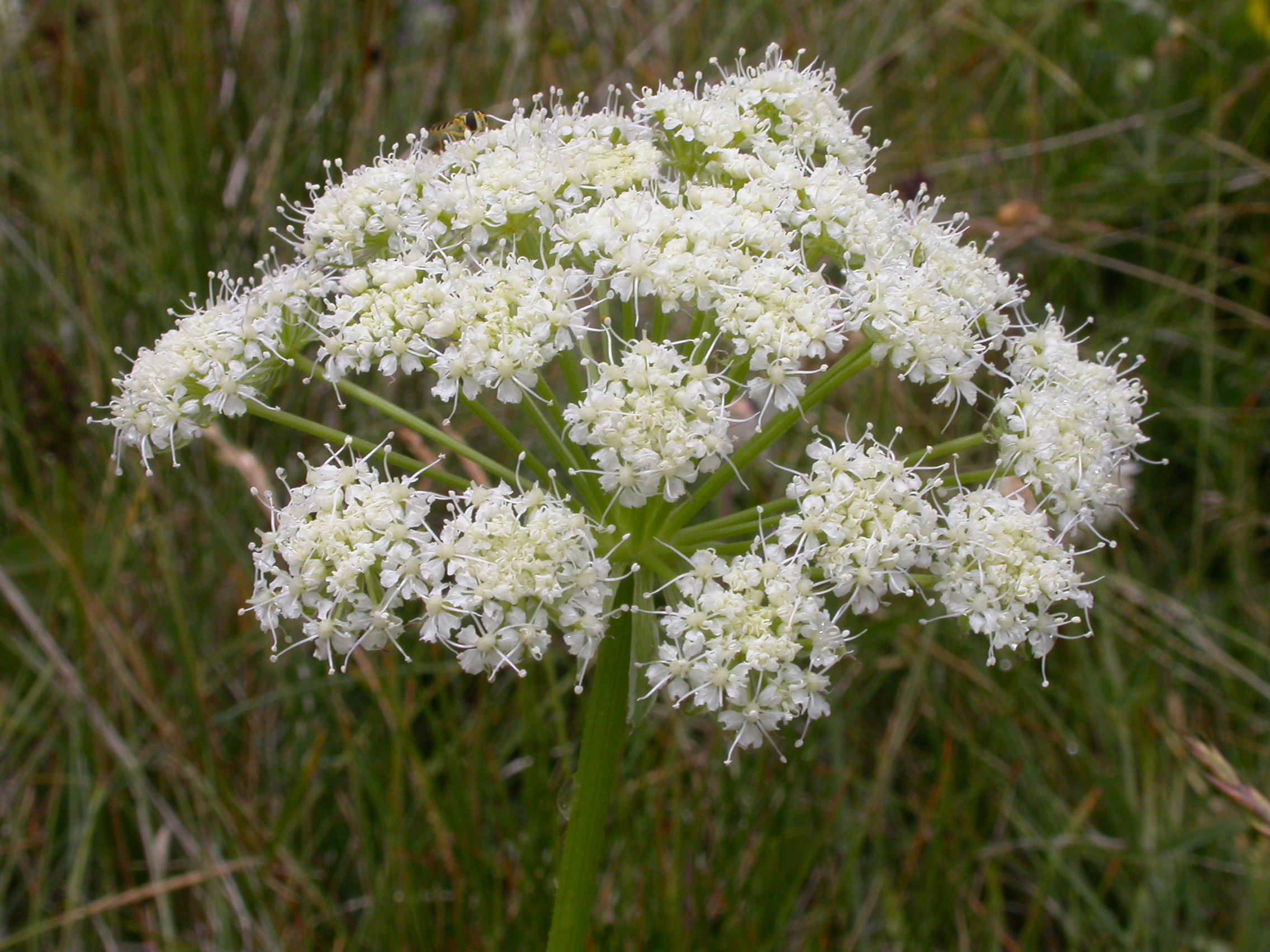
Složený okolík

Některé druhy této planě rostoucí rostliny jsou časté na velkém území (hladýš pruský, hladýš širolistý), jiné vyrůstají jen na omezeném prostoru (hladýš andělikový). Jsou rozšířeny v mírném podnebném pásu Starého světa, nejvíce jich vyrůstá v okolí Středozemního moře.

## Popis
Dvouleté až vytrvalé, poměrně vysoké, většinou lysé byliny s přímou, pevnou lodyhou vyrůstající z nevětveného oddenku. Lodyžní řapíkaté listy mají široké pochvy, jejich čepele jsou dvakrát až třikrát zpeřené, někdy prostřihávané do úzkých segmentů, jindy jsou jejich zaoblené lístky široce vejčité s vroubkovaným okrajem. Tvary listů jsou druh od druhu odlišné.
Složený okolík je rozložitý, často jsou přítomny obaly s dlouhými listeny a obalíčky. Bílé, narůžovělé nebo nažloutlé pětičetné květy jsou převážně oboupohlavné, zřídkakdy i samčí. Drobné kališní lístky jsou vejčité nebo kopinaté, obsrdčité korunní lístky jsou hluboce vykrojené, ploidie je 2n = 22. Plody jsou podlouhlé, oblé dvounažky s plůdky (semeny) s 5 bezkřídlými žebry a 4 mezižebrovými křídly. Hladýše se rozmnožují semeny.